# Óceáni éghajlat

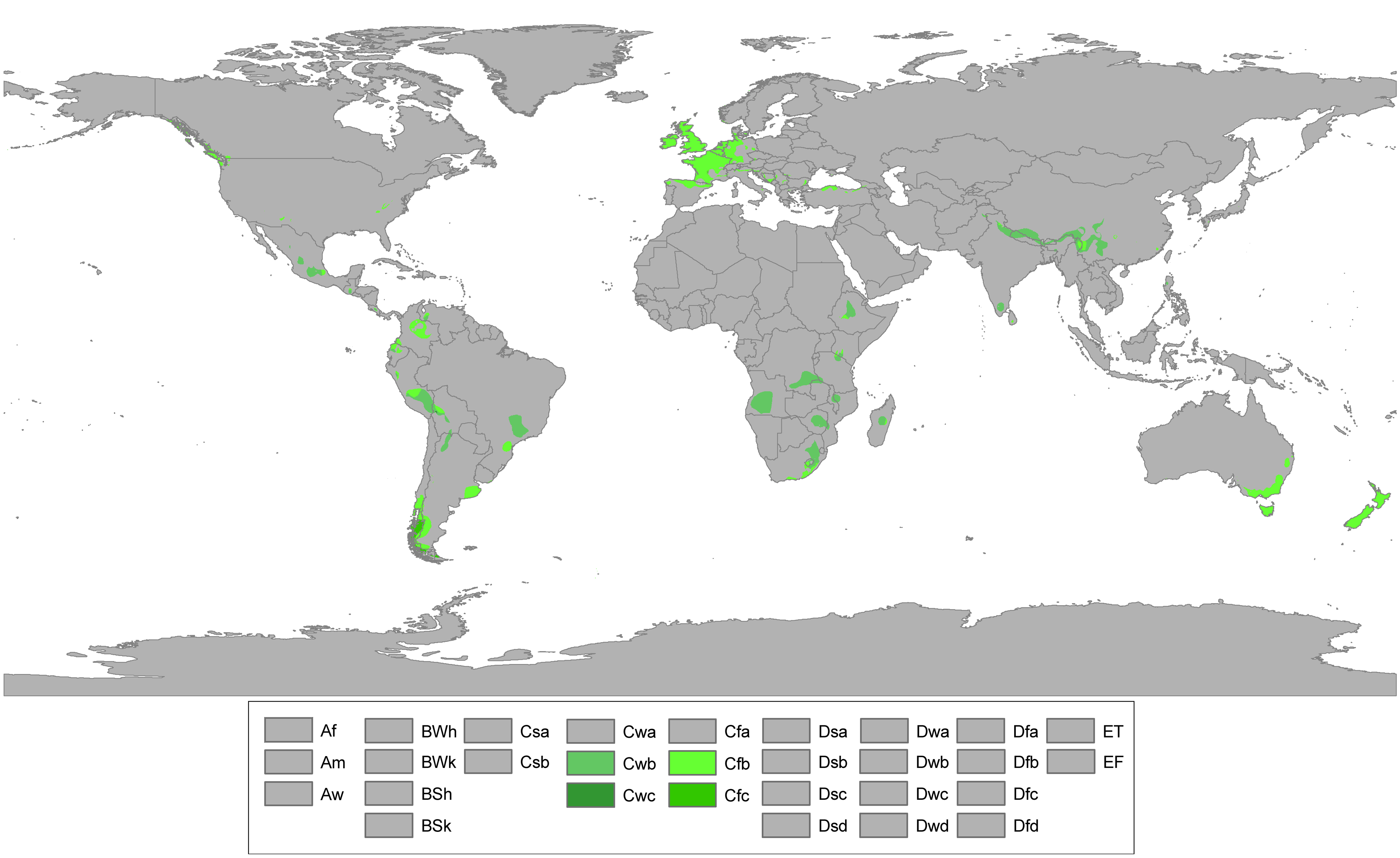
Óceáni éghajlat Köppen-Geiger alapján

Az óceáni éghajlat a mérsékelt éghajlat legenyhébb változata. Területei az északi féltekén a kontinensek nyugati oldalán észak-déli irányban húzódnak. Európában a legnagyobb a területe, mert az óceánokról jövő nyugati szél hatását nem korlátozzák hegységek. E mérséklő hatás következtében az óceáni éghajlat területein a tél enyhe, a nyár hűvös, a hőmérséklet évi ingása kicsi. A csapadék bőséges, évi megoszlása  egyenletes. A folyók bővizűek és egyenletes vízjárásúak. Növényzete az állandóan zöld fű és a lombhullató erdő.
Európai példaként tipikusan óceáni az éghajlata a Brit-szigeteknek.